# کیریشی
شهر کیریشی (به روسی: Кириши) در کشور روسیه و از بخش کیریشسکی واقع در ساحل راست رود وولخوف، به فاصلهٔ ۱۱۵ کیلومتر (۷۱ مایل) و در جنوب شرقی سن پترزبورگ؛ در استان لنینگراد واقع شده‌است.

## شهرهای خواهرخوانده
کیریشی با این شهرها خواهرخوانده است:
- ایسالمی، فنلاند
- تیسفیورد، نروژ